# Günther Pütz
John-Günther Pütz (* 4. August 1924 in Ludwigsburg; † nicht ermittelt) war ein deutscher Ingenieur und Hochschullehrer, der durch die Entwicklung eines neuen Bindeverfahrens im Bereich Klebetechnik bekannt wurde.

## Leben und Werk
Pütz studierte, erlangte den Abschluss als Diplom-Ingenieur, arbeitete danach als Assistent bzw. Oberassistent im Bereich Klebetechnik und promovierte an der Technischen Hochschule Dresden 1959 zum Dr.-Ing. 1960 wurde er für das Fach Mechanische Technologie an der Technischen Hochschule für Chemie "Carl Schorlemmer" Leuna-Merseburg zum ordentlichen Dozenten berufen. Gleichzeitig wurde Pütz zweiter Direktor des Instituts für Werkstoffkunde und Mechanische Technologie, aus dem das Institut für Mechanische Technologie und Strömungslehre hervorging. Er wohnte in Halle (Saale), gehörte der Wissenschaftlichen Gesellschaft für Luft- und Raumfahrt an und forschte vor allem zu Flugtechnik und Technologie. 1972 schied er aus dem Hochschuldienst in Merseburg aus.

## Schriften (Auswahl)
- Entwicklung eines neuen Bindeverfahrens. Unter besonderer Berücksichtigung der Konstruktion und Fertigung von Flugzeugzellen. Dresden 1959.
- (mit Manfred Kiesche): Schälen mit Plasma-Strahl. In: ZIS-Mitteilungen 7 (1965) S. 716–739.
- Forschungsbericht 3-04a/3 ZO. Technischen Hochschule Merseburg. 1970.
- Forschungsbericht 45100136--04/3. Technischen Hochschule Merseburg. 1971.
- (mit S. Marinow): Forschungsbericht 03/4/3 im Auftrag VVB Plastverarbeitung, Außenstelle Halle. Technische Hochschule Merseburg. 1973.